# Kyōfu joshikōkō: bōkō rinchi kyōshitsu
Kyōfu joshikōkō: bōkō rinchi kyōshitsu (恐怖女子高校　暴行リンチ教室 lit. El instituto de secundaria de las chicas terroríficas: el aula con ley de linchamiento?) es una película japonesa estrenada el 31 de marzo de 1973, del género pinky violence (violencia rosa). Fue dirigida por Norifumi Suzuki y protagonizada por Reiko Ike y Miki Sugimoto.
Es la segunda parte de la saga de películas Kyōfu joshikōkō (Terrifying Girls' High School en inglés y El instituto de secundaria de las chicas terroríficas en español).
El 6 de diciembre de 2005 se editó en formato DVD en Estados Unidos y Canadá, siendo la única película de la saga distribuida fuera de Japón.

## Argumento
La película comienza con la tortura y agresión de un grupo de chicas delincuentes del instituto de secundaria a una alumna, a la que acaban matando. La violencia en el instituto es total, y fuera de él se desatan peleas callejeras entre ellas.